# Tarassus shannoni
Tarassus shannoni är en tvåvingeart som beskrevs av Aldrich 1933. Tarassus shannoni ingår i släktet Tarassus och familjen parasitflugor. Inga underarter finns listade i Catalogue of Life.